# 경상북도축산기술연구소
경상북도축산기술연구소(慶尙北道畜産技術硏究所)는 축산에 관한 기술개발과 전문 연구기능을 수행하기 위하여 설치된 경상북도청 소속기관이다. 경상북도 영주시 안정면 대룡산로 186에 위치하고 있다.

## 같이 보기
- 경상북도청